# Al-Kafrun
Al-Kafrun (arab. الكفرون) – wieś w Syrii, w muhafazie Tartus. W 2004 roku liczyła 485 mieszkańców.